# Tzanís Tzannetákis
Tzanís Tzannetákis (em grego: Τζαννής Τζαννετάκης; 13 de Setembro de 1927 — 1 de Abril de 2010) foi um político da Grécia. Ocupou o cargo de primeiro-ministro da Grécia entre 2 de Julho de 1989 a 11 de Outubro de 1989.

## Biografia
Tzannetakis nasceu em Gytheio, na região de Mani, em 1927. Serviu como oficial militar, mas renunciou em 22 de abril de 1967, um dia após o golpe de estado militar que levou ao poder a ditadura de Georgios Papadopoulos. Foi preso pela junta militar de 1969 a 1971 por sua atividade de resistência.
Quando a democracia foi restaurada em 1974, Tzannetakis juntou-se ao partido Nova Democracia de Constantine Karamanlis. De 1974 a 1977 foi Secretário-Geral do Ministério do Turismo. Foi eleito para o Parlamento grego em 1977 e atuou como Ministro das Obras Públicas no governo de Georgios Rallis (1980-1981).

## Primeiro Ministro
As eleições legislativas gregas de junho de 1989 deixaram o partido PASOK de Andreas Papandreou em minoria, após uma série de escândalos governamentais. A Nova Democracia, entretanto, agora liderada por Constantine Mitsotakis, não pôde formar um governo apesar de sua liderança significativa no voto popular, por causa das mudanças na lei eleitoral grega que o PASOK votou antes das eleições. O resultado foi a formação do primeiro governo de coalizão desde a queda da ditadura grega em 1974 e o primeiro governo a incluir a esquerda comunista desde 1944.
O governo se baseava em uma aliança entre o ND e a Coalizão de Forças da Esquerda e do Progresso (Synaspismos), que então incluía o Partido Comunista da Grécia, com mandato para realizar uma limpeza ("katharsis") após os escândalos. O acordo era para um governo de curto prazo que duraria apenas até que o processo de investigação parlamentar dos deputados acusados de envolvimento nos escândalos fosse concluído. Tzannetakis foi um candidato de compromisso para primeiro-ministro, visto que a esquerda se recusou a aceitar Mitsotakis neste papel. Em contraste, Tzannetakis era aceitável para a esquerda por causa de suas credenciais da resistência antiJunta. Além do cargo de primeiro-ministro, Tzannetakis também manteve as pastas de Relações Exteriores e de Turismo.
A formação de um governo reunindo a direita grega e a esquerda comunista foi considerada um símbolo da reconciliação nacional após a guerra civil da durante a década de 1940. Um dos atos do governo foi queimar todos os arquivos da polícia secreta sobre cidadãos gregos durante o período pós-Guerra Civil.
A investigação parlamentar sobre os escândalos foi concluída com o levantamento da imunidade parlamentar de vários ex-ministros do governo, incluindo o próprio ex-primeiro-ministro Andreas Papandreou, e seu encaminhamento ao sistema de justiça. Esta foi a primeira vez que um ex-primeiro-ministro grego foi encaminhado para julgamento.
O governo Tzannetakis também aboliu o monopólio estatal da transmissão de TV e permitiu que estações de TV privadas funcionassem pela primeira vez.